# 아우디 R15

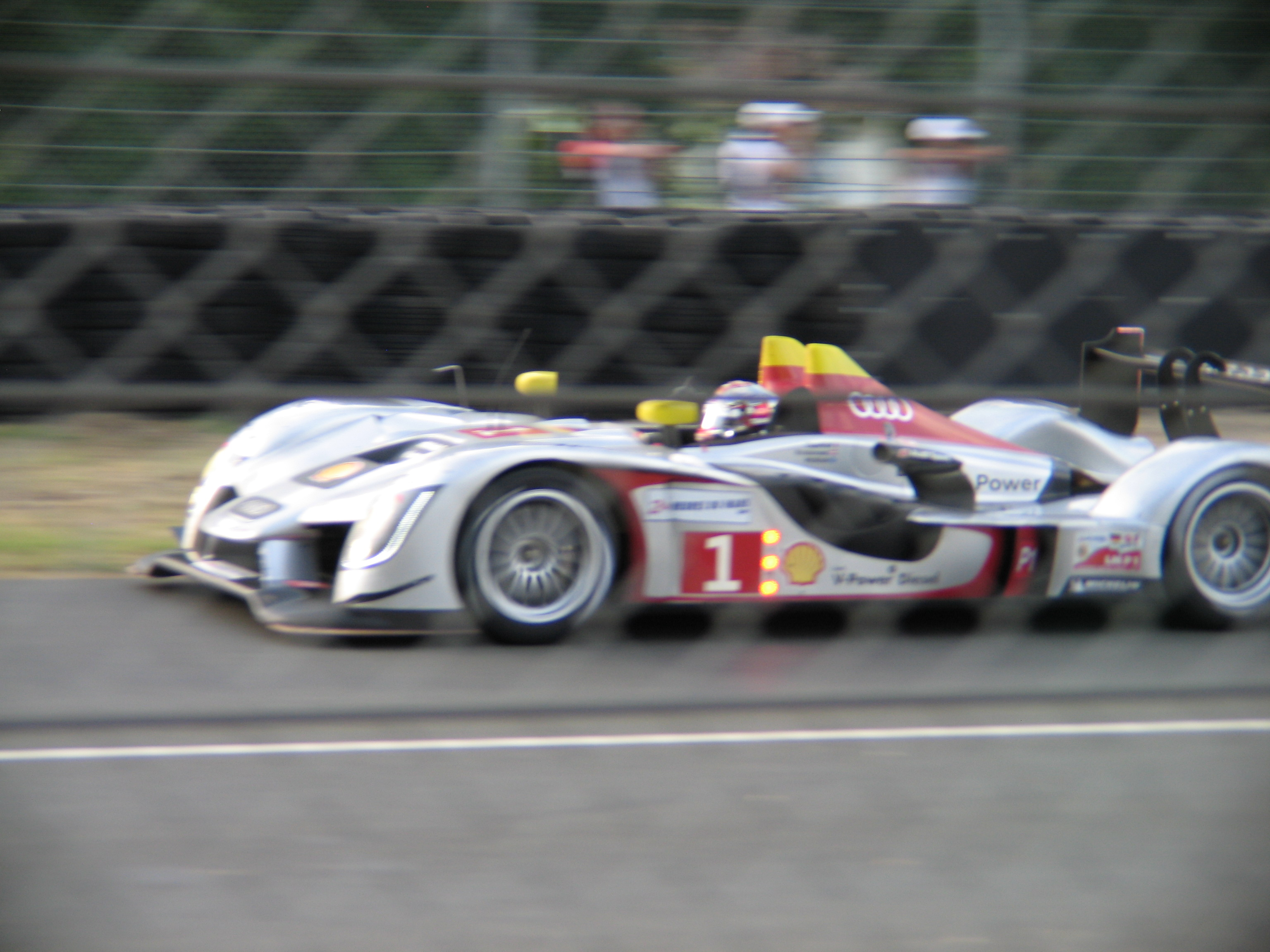
2009년에 사용한 R15 V10 TDI

아우디 R15는 독일의 자동차 제조회사 아우디가 제작한 르망 프로토 타입 (LMP1) 레이스카이다.
정식 명칭으로는 아우디 R15 TDI 라고 불린다. 아우디 R15는 2009년 3월 10일에 발표되었으며, 일반인들에 대한 공식적인 발표는 2009년 3월 21일에 발표했다. 데뷔전인 2009년 세블링 12시대회에서 우승을 차지했고 다음 경기는 아우디의 르망 2009 시즌에서는 작년과 달리 아메리칸 르망 시리즈와 유럽 르망 시리즈에 출전하지 않는다는 발표에 따라 2009년엔 3월 세블링 12시와 6월 르망 24시 경기에만 출전했다.
R15는 아우디 R10의 뒤를 잇는 2세대 디젤 엔진 레이스카이다. 엔진은 V10기통 5.5리터 TDI(터보차지 다이렉트 인젝션) 디젤 엔진을 탑재하였으며 이 엔진은 최고출력 600마력(PS)과 (450KW, 590Bhp) 최대토크 1,050kg.m의 힘을 발휘한다. 2009년부터 적용되는 디젤 엔진 레이스카에 대한 르망 레이스 규정상 출력이 작년보다 50마력 줄었지만 아우디 R10이 사용했던 V12 TDI엔진보다 더 작고 가벼워져 R10보다 무게를 줄일 수 있는점에 대해 이득을 보았다. 또한 아우디는 환경적인 면을 고려해 아우디 R15의 이산화탄소 배출량을 낮췄다.
차체는 규정에 따라 작년보다 줄어든 새 다운포스 파츠들을 구성했고 헤드라이트와 리어 윙에는 LED 램프를 이용하였다. 경량화에선 구체적인 정보는 없지만 르망 레이스계 최초로 리튬전지를 이용한 차량 전자장비 에너지 공급 방식을 사용해 가볍고 높은 전압으로 효율적인 경기 운용이 가능해져 가벼운 엔진과 조합을 통해 차량의 무게를 아우디 R10의 925kg 보다 가벼운 900kg 의 무게를 이루어냈다.
또한 전체적인 성능은 2009년 세블링 12시 대회에서 입증해 아우디는 르망 24시 경기의 순조로운 진행을 목표로 삼았다. 하지만 2009년 4월 27일 ACO(프랑스어 : Automobile Club de L'Ouest)의 디젤 엔진탑재 차량에 대한 30kg 이상의 밸러스트 추가와 연료 통로 지름을 38mm에서 33mm으로 줄여야 하는 규정때문에 아우디 R15의 성능은 약간 감소한 것으로 보인다. R15는 조에스트 레이싱팀의 아우디 소속 선수들이 운전한다.
R15는 2010 시즌부터 ACO가 2010년부터 적용되는 새 규정으로 대대적인 수정을 거쳐 R15 플러스로 대체된다.
R15 TDI 플러스는 기존 R15의 문제점이 많던 에어로 다이내믹 파츠들을 수정해 주행성능이 훨씬 보강되어 그 결과, 2010년 데뷔전인 폴 리카르도 경기에서 우승하였다. 두 번째 경기로는 스파 1000km에 출전해 3위를 차지하고 2010년 6월, 르망 24시에 출전하여 출전한 R15 3대 모두가 1, 2, 3위를 차지하였다.
아우디 R15는 2010 시즌을 끝으로 2011년부터는 아우디 R18로 대체된다.

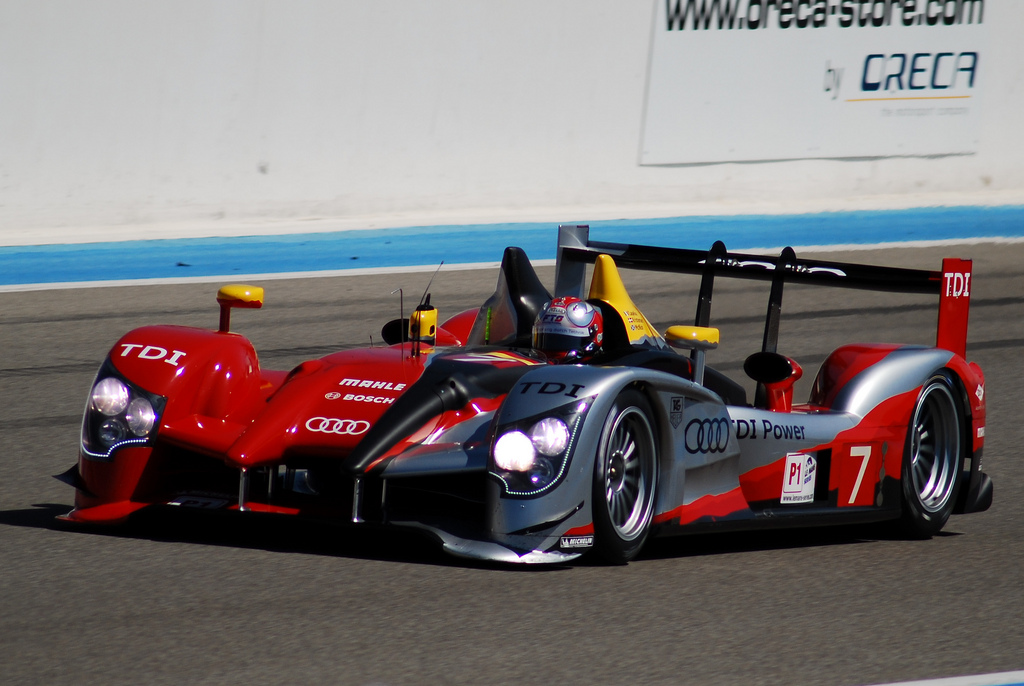
2010 R15 TDI 플러스

## 기술 데이터
| 아우디 R15 TDI | 아우디 R15 TDI                                              |
| -------------- | ----------------------------------------------------------- |
| 종류           | 르망 프로토타입 (LMP1)                                      |
| 엔진           | V10 터보 디젤 엔진                                          |
| 배기량         | 5500 cm³                                                    |
| 출력           | 600PS (445kW)                                               |
| 토크           | 1050 Nm (774 lb ft)                                         |
| 최고 속력      | 330 km/h                                                    |
| 구동 방식      | 후륜 구동                                                   |
| 기어 박스      | CFK 기어 박스                                               |
| 트랜스미션     | 시퀀셜, 공압 작동 5-기어 'S-트로닉'                         |
| 제동 장치      | 2-회로 유압 제동 시스템, 카본 파이버 브레이크 디스크(앞 뒤) |
| 전장           | 4650 mm                                                     |
| 전폭           | 2000 mm                                                     |
| 전고           | 1030 mm                                                     |
| 연료 탱크 용량 | 81 Liter                                                    |
| 무게           | min. 900 kg                                                 |
| 승차정원       | 1명                                                         |